# Avion Academy FC
Der Avion Academy Football Club ist ein kamerunischer Fußballverein aus dem Département Nkam. Aktuell spielt der Verein in der ersten Liga.

## Erfolge
- Kamerunischer Zweitligameister: 2018  ▲

## Stadion
Der Verein trägt seine Heimspiele im Stade de Bonamoussadi in Douala aus. Das Stadion hat ein Fassungsvermögen von 1000 Personen.